# Malvasia di Cagliari secco liquoroso
La Malvasia di Cagliari secco liquoroso è un vino DOC la cui produzione è consentita nelle province di Cagliari e Oristano.

## Caratteristiche organolettiche
- colore: giallo paglierino tendente al dorato.
- odore: profumo intenso, delicato, caratteristico.
- sapore: secco, alcolico con retrogusto amarognolo di mandorle tostate.

## Produzione
Provincia, stagione, volume in ettolitri
- nessun dato disponibile